# 捷克社會主義共和國

1969年捷克社会主义共和国

捷克社会主义共和国（捷克语：Česká socialistická republika，缩写为ČSR）是捷克斯洛伐克的如今属于捷克共和国部分从1969年至1990年的正式名称。这个称呼从1969年1月1日起使用至1990年3月。
本條目亦敘述1990年捷克民主化後，至1992年捷克斯洛伐克解體（天鵝絨分離）前，捷克和斯洛伐克聯邦共和國的構成國捷克共和國。

## 历史
在1968年苏联占领捷克斯洛伐克之后，苏联终止了改革，并迫使整个国家退回改革之前的状态中。唯一的例外是国家联邦化的改革：原本单一制的捷克斯洛伐克根据1969年生效的新宪法分為两个构成国：捷克社会主义共和国和斯洛伐克社会主义共和国，同时建立了新的议会体制（包括捷克国民议会和斯洛伐克国民议会）。而旧的捷克斯洛伐克议会重新命名为「联邦议会」并分成兩院制：「人民院」和「民族院」。同时，將會實施一种非常复杂的投票规则。
在捷克斯洛伐克的社会巨变后，“社会主义”这个词从两个构成国的名称中去掉。捷克社会主义共和国更名为“捷克共和国”，此时它仍然是捷克斯洛伐克的一部分。
与此同时，之前复杂的议会程序在天鹅绒革命之后依然獲得保留（在这个系统中，有五个拥有否决权的议会机构），这导致了彻底改革政治经济制度的困难。
最终，在1993年，捷克共和国变成独立国家（请参阅天鹅绒分离）。